# Семуель Кемп
Семуель Джеймс Кемп (англ. Samuel James Camp, 1876 — 1936) — хранитель лондонського музею Зібрання Воллеса у 1924—1936 роках, відомий фахівець з вивчення зброї. 
Здобув освіту в коледжі Бірбек. У 1890 році вступив на британську державну службу, 1900 року перейшов до новоствореного музею Зібрання Воллеса. У 1908 році був призначений помічником хранителя Зібрання; під час Першої світової війни був відповідальним за переміщення колекції до підземного сховища у той час, коли Гертфорд-хаус було зайнято військовим відомством. У 1919 році призначений хранителем колекції зброї та обладунків; склав її каталог (за винятком останнього тому). У 1924 році змінив Дугалда Сазерленда Макколла на посту хранителя музею.